# Фантастични животни: Престъпленията на Гринделвалд
„Фантастични животни: Престъпленията на Гринделвалд“ (на английски: Fantastic Beasts: The Crimes of Grindelwald) е британско-американски фентъзи драматичен филм от 2018 г., продуциран от Хейдей Филмс и разпространяван от Warner Bros. Pictures, продължение е на филма Фантастични животни и къде да ги намерим от 2016 г. Това е вторият филм от поредицата Фантастични животни и десетият от франчайза Магьосническия свят, който започва с филмовата поредица Хари Потър. Лентата е режисирана от Дейвид Йейтс, а сценарият е на Дж. К. Роулинг. В ролите са Еди Редмейн, Катрин Уотерстън, Дан Фоглър, Алисън Съдол, Езра Милър, Джони Деп, Джуд Лоу, Зои Кравиц, Калъм Търнър и Клаудия Ким. Сюжетът следва Нют Скамандър и Албус Дъмбълдор, които се опитват да победят тъмния магьосник Гелърт Гринделвалд, докато са изправени пред нови заплахи в един по-разделен магьоснически свят.
Снимките започват през юли 2017 г. в Уорнър Брос Студиос, Лийвсдън. Предпремиерата на Фантастични животни: Престъпленията на Гриндълуолд е на 8 ноември 2018 г. в Париж, а световната - на 16 ноември 2018 г. Филмът се разпространява във форматите RealD 3D, IMAX 2D и 3D, и 2D.

## Сюжет
Внимание:  Текстът по-долу разкрива сюжета на произведението (или части от него)!
В края на първия филм могъщият тъмен магьосник Гелърт Гринделвалд е заловен от МАКУСА (Магьосническият конгрес на Съединените американски щати), с помощта на Нют Скамандър, но Гринделвалд успява да избяга от ареста, и започва да събира последователи. Целта му е да се повиши чистата кръв на магьосниците, за да владеят над всички магически същества.
В опит да осуети плановете на Гринделвалд, Албус Дъмбълдор се обръща към бившия си ученик Нют Скамандър, който се съгласява да помогне, без да осъзнава опасностите, които предстоят. Любовта и лоялността, дори и сред най-истинските приятели и семейства, са подложени на тест, в един все по-разделен свят на магьосници.

## Актьори
- Еди Редмейн – Нют Скамандър
- Катрин Уотерстън – Порпентина „Тина“ Голдстин
- Дан Фоглър – Джейкъб Ковалски
- Алисън Судол – Куини Голдстин
- Езра Милър – Креденс
- Джони Деп - Гелърт Гринделвалд
- Джуд Лоу – Албус Дъмбълдор
- Зои Кравиц – Лета Лестранж
- Калъм Търнър – Тезей Скамандър
- Клаудия Ким – Проклятие
- Уилям Надилам – Юсуф Кама
- Кармен Еджого – Серафина
- Кевин Гутри – Г-н Абернати
- Попи Корби-Туш – Винда Роше
- Олафур Дари Олафсън – Скендър
- Бронтис Ходоровски – Никола Фламел
- Ингвар Егерт Сигурдсън – Гримсън
- Дейвид Сакурай – Крал
- Дерек Ридел – Торкил Тревърс
- Уолф Рот – Спилман
- Виктория Йетс – Бънти
- Корнел Джон – Арнолд Гусман
- Фиона Гласкот
- Джесика Уилямс

## Локализация
Снимките на филма започват на 3 юли 2017 г. в Warner Bros. Studios, Leavesden, графство Хартфордшър. Заснемането на филма приключва на 20 декември 2017 г.

## Премиера
Премиерата на „Фантастични животни: Престъпленията на Гринделвалд“ е на 16 ноември 2018 г. на RealD 3D, IMAX 2D и 3D, и 2D.

## Продължение
През октомври 2014 г. студиото съобщава, че филмът ще е част от трилогия. Първата част излиза на 18 ноември 2016 г., а трета за 20 ноември 2020 г. Въпреки това, през октомври 2016 г. Роулинг потвърди, че поредицата ще се състои от 5 филма.